# Арыкан, Полат
Полат Кембои Арыкан (имя при рождении Пол Кипкосгеи Кембои) — турецкий бегун кенийского происхождения. 8 июня 2011 года получил турецкое гражданство, и с тех пор выступает за Турцию. Специализируется в беге на длинные дистанции. Бронзовый призёр чемпионата Европы 2012 года на дистанции 5000 метров. На олимпийских играх 2012 года занял 9-е место на дистанции 10 000 метров с результатом 27.38,81.
Серебряный призёр чемпионата Европы по кроссу 2013 года.
Занял 16-е место на чемпионате мира по полумарафону 2014 года — 1:01.22.

## Личные рекорды
- 3000 метров — 7.42,31
- 5000 метров — 13.05,98
- 10 000 метров — 27.38,81